# ウルフ賞化学部門
ウルフ賞化学部門（ウルフしょうかがくぶもん）は、ウルフ賞の一部門であり、化学の分野で優れた業績を上げた者に与えられる賞である。

## ウルフ賞化学部門受賞者
| 受賞年        | 受賞者                                                                   |
| ------------- | ------------------------------------------------------------------------ |
| 1978年        | カール・ジェラッシ                                                       |
| 1979年        | Herman F. Mark（英語版）                                                 |
| 1980年        | ヘンリー・アイリング                                                     |
| 1981年        | Joseph Chatt（英語版）                                                   |
| 1982年        | ジョン・ポラニー、George C. Pimentel（英語版）                           |
| 1983年/1984年 | ハーバート・S・グタウスキー、ハーデン・M・マコーネル、ジョン・S・ウォー  |
| 1984年/1985年 | ルドルフ・マーカス                                                       |
| 1986年        | イライアス・コーリー、アルバート・エッシェンモーザー                     |
| 1987年        | David Chilton Phillips（英語版）、David Mervyn Blow（英語版）            |
| 1988年        | Joshua Jortner（英語版）、Raphael David Levine（英語版）                 |
| 1989年        | Duilio Arigoni（英語版）、Alan R. Battersby（英語版）                    |
| 1990年        | 受賞者なし                                                               |
| 1991年        | リヒャルト・エルンスト、アレクサンダー・パインズ                         |
| 1992年        | ジョン・ポープル                                                         |
| 1993年        | アハメッド・ズウェイル                                                   |
| 1994年        | Richard A. Lerner（英語版）、ピーター・シュルツ                          |
| 1995年        | ギルバート・ストーク、サミュエル・ダニシェフスキー                       |
| 1996年/1997年 | 受賞者なし                                                               |
| 1998年        | ゲルハルト・エルトゥル、ガボール・ソモライ                               |
| 1999年        | Raymond U. Lemieux（英語版）                                             |
| 2000年        | フランク・アルバート・コットン                                           |
| 2001年        | アンリ・カガン、野依良治、バリー・シャープレス                           |
| 2002年/2003年 | 受賞者なし                                                               |
| 2004年        | ハリー・グレイ                                                           |
| 2005年        | リチャード・ゼア                                                         |
| 2006年/2007年 | アダ・ヨナス、ジョージ・フェーエル                                       |
| 2008年        | ウィリアム・モーナー、アラン・バード                                     |
| 2009年/2010年 | 受賞者なし                                                               |
| 2011年        | Stuart A. Rice（英語版）、鄧青雲、クリストフ・マテャシェフスキー         |
| 2012年        | ポール・アリヴィサトス、チャールズ・リーバー                             |
| 2013年        | ロバート・ランガー                                                       |
| 2014年        | 翁啓恵                                                                   |
| 2015年        | 受賞者なし                                                               |
| 2016年        | キリアコス・コスタ・ニコラウ、スチュアート・シュライバー                 |
| 2017年        | ロバート・バーグマン                                                     |
| 2018年        | オマー・ヤギー、藤田誠                                                   |
| 2019年        | ステファン・バックワルド、ジョン・ハートウィグ                           |
| 2020年        | 受賞者なし                                                               |
| 2021年        | レスリー・ライセロヴィッツ、Meir Lahav（英語版）                         |
| 2022年        | ボニー・バスラー、キャロライン・ベルトッツィ、ベンジャミン・クラヴァット |
| 2023年        | 何川、菅裕明、ジェフリー・ケリー                                         |
| 2024年        | 受賞者なし                                                               |
| 2025年        | ヘルムート・シュヴァルツ                                                 |